# Милиси
Милиси (груз. მილისი) — село в Кедском муниципалитете Грузии.

## География
Село находится на левом берегу реки Аджарисцкали, на расстоянии в 16 километрах от посёлка городского типа Кеда, административного центра муниципалитета, в 33 километрах от города Батуми. Абсолютная высота — 400 метров над уровнем моря.

## Население
По данным переписи населения 2014 года, в селе проживает 123 человека.
| Год  | Населения | Мужчины | Женщины |
| ---- | --------- | ------- | ------- |
| 2002 | 170       | 84      | 86      |
| 2014 | ↘123      | 65      | 58      |